# Morelmaison
Morelmaison ist eine auf 320 Metern über Meereshöhe gelegene französische Gemeinde im Département Vosges in der Region Grand Est (bis 2015 Lothringen). Sie gehört zum Kanton Mirecourt im Arrondissement Neufchâteau. Die Bewohner nennen sich Mormageon(ne)s.

## Geografie
Morelmaison liegt an der Vraine am Südwestrand der Landschaft Xaintois, etwa 20 Kilometer östlich von Neufchâteau. Die Gemeinde grenzt im Nordwesten an Saint-Paul, im Norden an Dommartin-sur-Vraine, im Osten an Biécourt, im Südosten an Gironcourt-sur-Vraine, im Südwesten an Houécourt und Viocourt.

## Bevölkerungsentwicklung
| Jahr      | 1962 | 1968 | 1975 | 1982 | 1990 | 1999 | 2008 | 2019 |
| --------- | ---- | ---- | ---- | ---- | ---- | ---- | ---- | ---- |
| Einwohner | 119  | 234  | 230  | 231  | 188  | 177  | 194  | 197  |

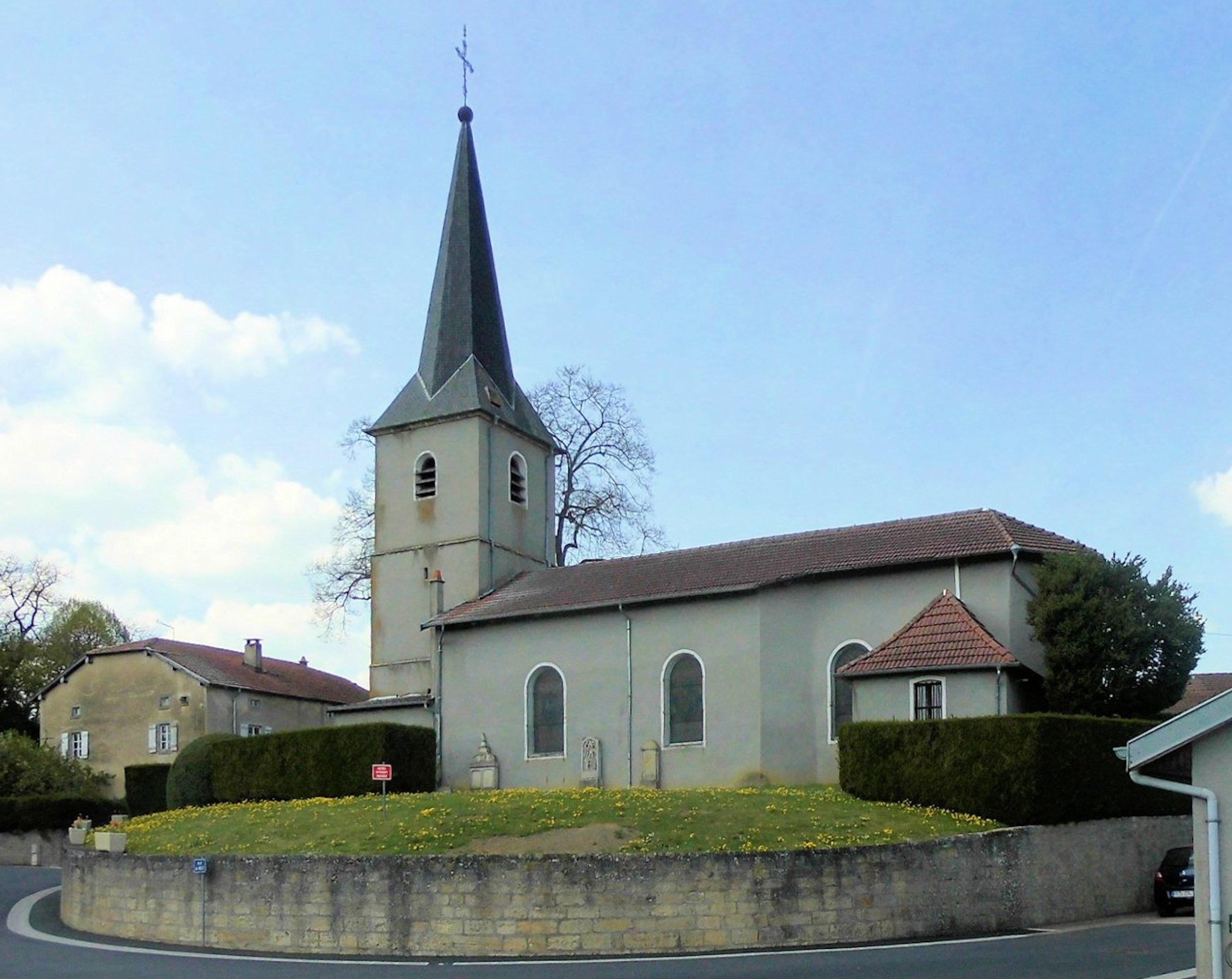
Kirche St. Martin
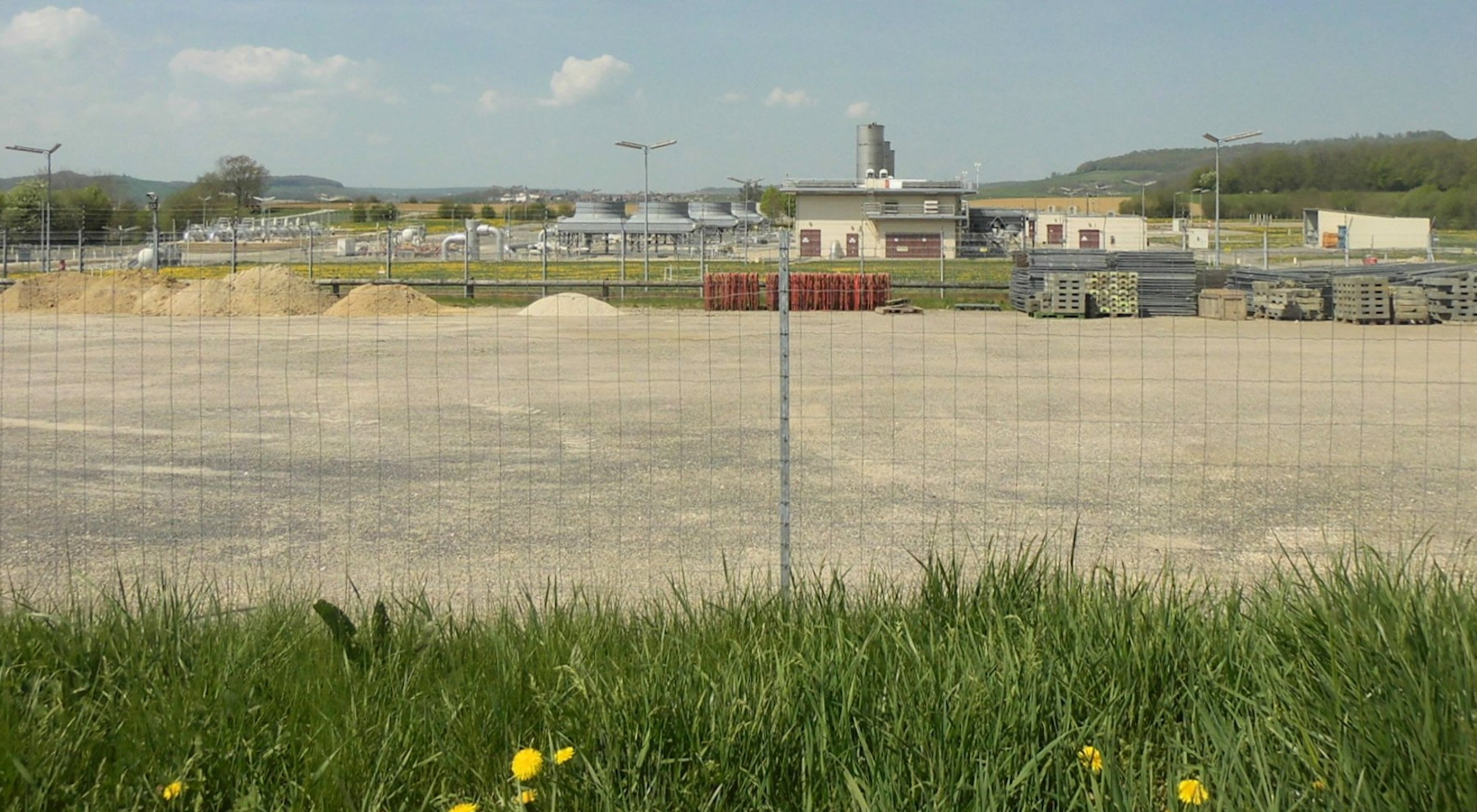
Erdgas-Verdichterstation auf dem Gemeindegebiet von Morelmaison